# Assim Assado
"Assim Assado" é uma canção escrita por João Ricardo e gravada pelo Secos e Molhados no primeiro disco de 1973 do grupo.

## Canção
Com melodia bem peculiar, a música não se inscreve diretamente a nenhum ritmo específico, embora se possa pensar o grupo dentro do cenário do rock brasileiro. O ecletismo, marca registrada do grupo que musicou conhecidos poemas da literatura brasileira e lançou um dos mais importantes intérpretes do país - Ney Matogrosso.

## Outras Versões
- Ney Matogrosso apresenta esta canção até os dias de hoje em sua carreira solo.
- A banda brasiliense de pop rock, Capital Inicial gravou uma versão desta canção em 2003, para o álbum Assim Assado - Tributo ao Secos e Molhados que comemorava os 30 anos do Secos e Molhados.
- Na verdade o Capital Inicial regravou a canção em 1998 no seu álbum Atrás dos olhos.